# Il carro da fieno
Il carro da fieno (The Hay Wain) è un dipinto a olio su tela (130,2x185,4 cm) di John Constable, databile al 1821 e conservato nella National Gallery di Londra.

## Storia

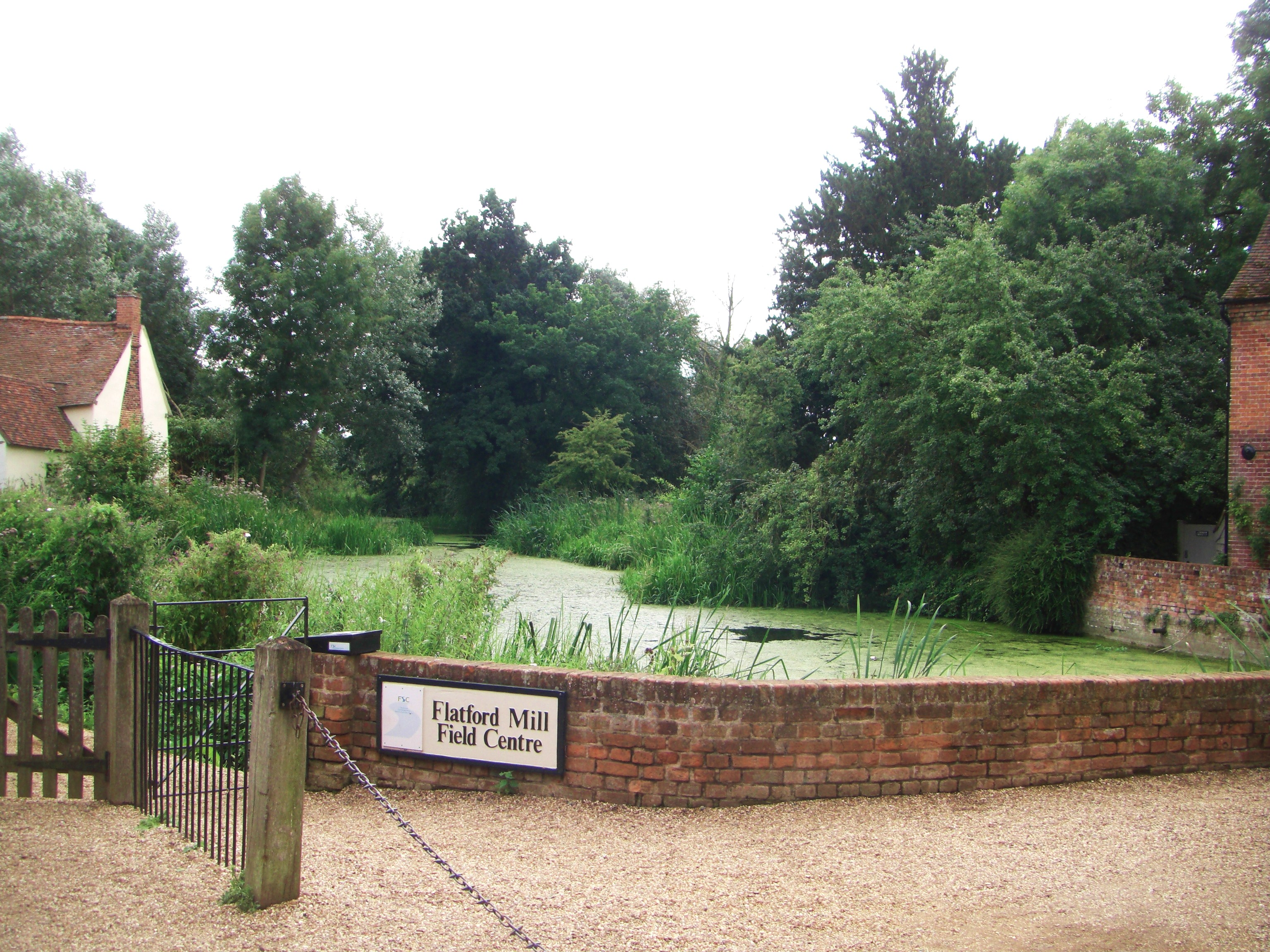
La località ritratta nel dipinto

### A Londra
Mostrandosi memore della lezione di Peter Paul Rubens e Thomas Gainsborough, i due pittori dal quale attinse per la ricerca degli effetti di luce e di atmosfera e per il tema del carro, John Constable eseguì Il carro da fieno nel 1821, esponendolo il maggio dello stesso anno alla Royal Academy in Somerset House con il titolo Landscape: Noon (Paesaggio: Mezzogiorno).
Il carro da fieno, pur non trovando acquirenti, conobbe uno strepitoso successo. Théodore Géricault vide l'opera alla Royal Academy e, pur non facendone nessun cenno nei propri taccuini da viaggio, ne parlò molto entusiasticamente con l'amico Eugène Delacroix una volta ritornato in Francia. Amedée Pichot ammirò impetuosamente «la dolce magia dei pennelli di Constable» e l'«umida freschezza che si crede di respirare vicini ai suoi paesaggi» e Charles Nodier annotò nelle sue memorie di viaggio:
(Charles Nodier)

### AlSalondi Parigi
Gli entusiastici commenti di Géricault, Pichot e Nodier sollecitarono John Arrowsmith (mercante d'arte e gallerista parigino di origini inglesi) a tentare di acquistare Il carro da fieno per settanta ghinee, senza riuscirci perché Constable ne voleva almeno centocinquanta. L'obiettivo di Arrowsmith era quello di far esporre la tela al Salon di Parigi dell'estate 1824: pertanto, si dimostrò disposto a spendere duecentocinquanta ghinee a patto che Constable gli cedesse un altro quadro, Veduta della Stour. L'accordo fu sottoscritto il 15 aprile 1824:
(John Arrowsmith)

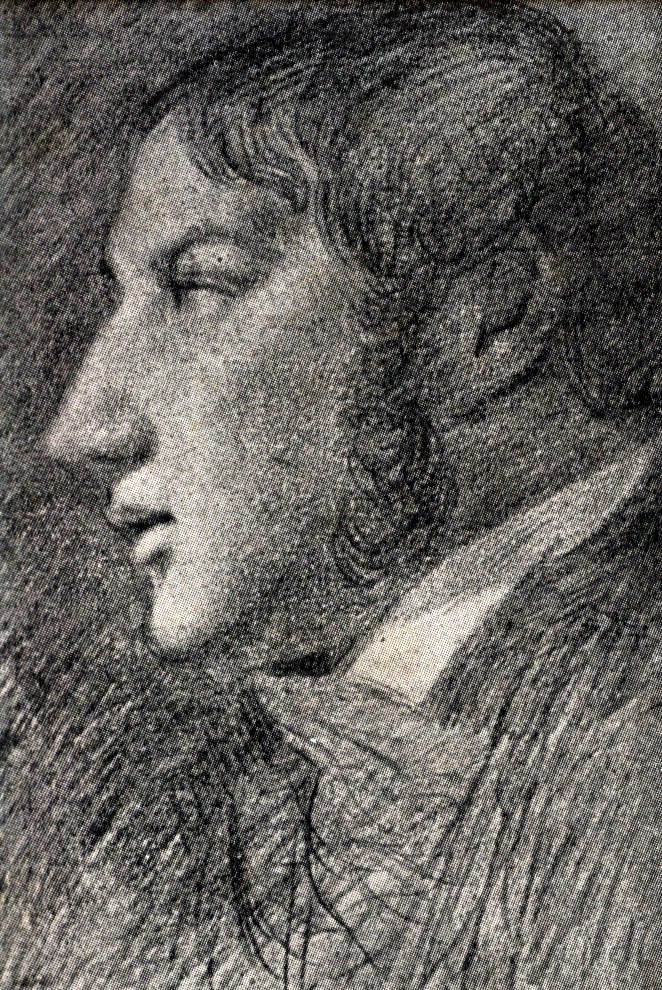
John Constable, Autoritratto (1816); penna su carta, Tate Gallery, Londra

Appena giunta a Parigi l'opera fu esposta presso la galleria personale di Arrowsmith al n. 1 di rue de la Grange-aux-Belles: tra i primi ad ammirarla vi fu Eugène Delacroix che arrivò a commentare: «Constable mi fa un gran bene». Venne infine ammessa nel Salon, aperto il 24 agosto 1824: il successo che riscosse fu sfolgorante, anche se fu accompagnato dalle virulente critiche degli artisti classicisti, i quali biasimarono la preminenza del colore rispetto al disegno, le modalità di applicazione del colore con la giustapposizione di tocchi e la presenza di forme abbozzate e non definite. Stendhal, invece, raccomandò a Constable di immortalare «uno scenario splendido, come l’imboccatura della valle della Grande-Chartreuse, vicino a Grenoble, e non [...] un carro da fieno che attraversa a guado un canale d’acqua stagnante»: ciò malgrado, fu anche egli prodigo di plausi, tanto che nel Journal de Paris 16 ottobre scrisse:
(Stendhal)
Il Salon si chiuse nel gennaio 1825 con la visita regia di Carlo X di Borbone, re di Francia, il quale assegnò a Constable una medaglia d’oro in virtù del pregio artistico del Carro da fieno. Ciò malgrado, dopo la chiusura del Salon la tela rimase invenduta nella galleria di Arrowsmith per tre anni: fu solo nel 1828 che fu acquistata da Jean-François Boursault-Malherbe, direttore di teatro e amante di fiori e giardini. Alla sua morte l'opera passò intorno al 1838 a Edmund Higginson, per poi trovare la sua collocazione definitiva nella National Gallery di Londra, ove giunse nel 1886 dopo vari passaggi di proprietà.

## Descrizione e stile

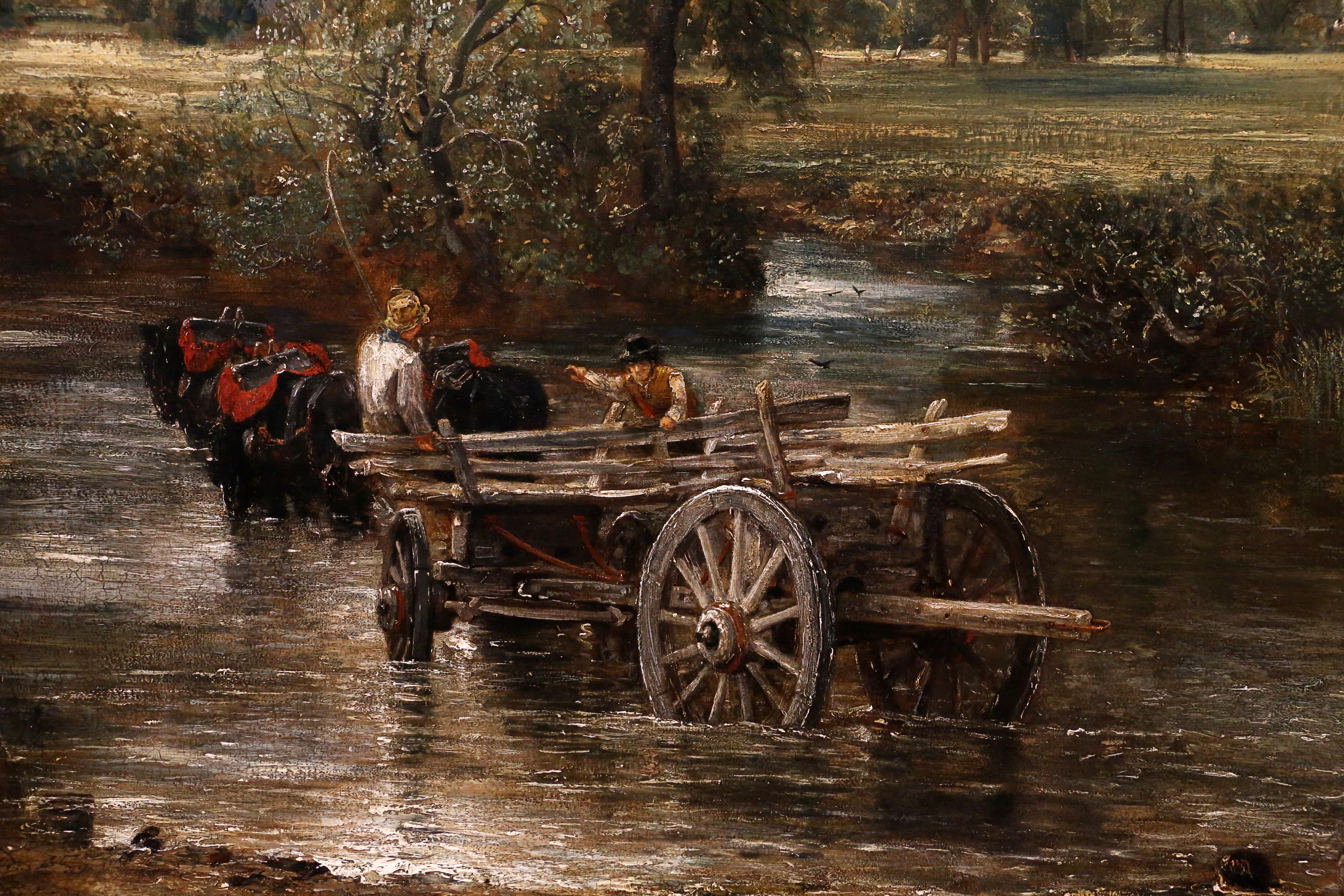
Il carro da fieno, particolare

Il dipinto è ambientato nella campagna inglese del Suffolk, nelle immediate vicinanze del fiume Stour, dove era collocato il mulino di Flatford, proprietà del padre di Constable, Golding. In primo piano due contadini guadano il basso corso d'acqua conducendo un carro da fieno vuoto trainato da cavalli: il carro è forse fermo nei flutti per far raffreddare i cerchioni metallici delle ruote, o magari per far riposare e abbeverare il cavallo. A lato del ruscello si scorge un cane, indeciso se raggiungere il padrone tuffandosi in acqua o rimanere prudentemente sulla sponda del fiume. In lontananza si vedono i lavoratori nei campi, piccoli come puntini, che stanno mietendo il fieno: il carro fa probabilmente la spola tra i campi e la fattoria per depositare quanto raccolto. Tra le altre figure visibili vi sono una donna che attinge acqua per una casa nelle vicinanze e un ragazzo che sta lanciando una lenza.
Nella scena ritratta in questo dipinto vi è un sereno equilibrio tra gli elementi naturali e quelli artificiali: la casa, che si erge in una delle anse del ruscello, sembra infatti quasi confondersi con la cortina di alberi circostante. La parte superiore del quadro è invece occupata da un cielo solcato da nuvole violente e procellose, che in questa tela assurgono a elemento scenografico maggiore: Constable non si sofferma solo sulla loro forma evanescente, bensì ne indaga anche le qualità luministiche e i tonalismi atmosferici, così da caricare l'intero paesaggio di una notevole intensità lirica.
Dal punto di vista tecnico, il colore qui è steso con pennellate sporche e filamentose, a causa delle quali l'occhio non riesce a cogliere una simulazione spaziale precisa a una visione ravvicinata: è solo guardando l'opera da una certa distanza che essa acquisisce maggior suggestione e senso di verità. Impiegando questa tecnica Constable rese le immagini del quadro particolarmente vive e dinamiche, facendo sì che lo spettatore possa sentirsi emotivamente trascinato nella scena bucolica effigiata. Fu lo stesso Nodier che notò questa particolare tecnica d'esecuzione osservando il dipinto alla Royal Academy:
(Charles Nodier)
Notevoli, infine, le qualità luministiche del dipinto, ottenute impiegando la tecnica appena descritta. L'intera scena, infatti, è valorizzata dalla luce che sembra vibrare autonomamente, accarezzando i prati, penetrando nelle frondose chiome degli alberi e riflettendosi sul velo d'acqua del ruscello.